# Porez na nerađanje
Porez na nerađanje (rus. Налог на бездетность) bio je porez u Sovjetskom Savezu i drugim komunističkim zemljama, počevši od 1940-ih godina, kao dio pronatalitetne politike. 

## SSSR
Sovjetski režim uveo je porez kako bi potaknuo odrasle na rađanje. Porez na dohodak od 6% odnosio se na muškarce od 25 do 50 godina, te udane žene od 20 do 45 godina. 
Oni kojima su djeca umrla tijekom Drugoga svjetskoga rata nisu morali platiti porez, niti vojnici koji su dobili određene nagrade. Također, mnogi studenti mogli su dobiti izuzeće od poreza, kao i ljudi koji su zaradili manje od 70 rubalja mjesečno. Osim toga, i oni koji su bili medicinski nesposobni da rađaju također su bili oslobođeni plaćanja poreza, a mnogi su muškarci lažljivo izbjegli porez tako što su glumili neplodnost i dali lažnu medicinsku dokumentaciju.
Godine 1991., porez je promijenjen da se više ne odnosi na žene, a 1992. godine postao je nevažećim i neaktivnim zbog pada Sovjetskog Saveza.
Ministar zdravstva Mihail Zurabov i zamjenik predsjednika Državnoga odbora za zdravstvenu zaštitu Nikolaj Gerasimenko predložili su vraćanje poreza u Rusiji 2006. godine, ali do sada nije ponovno uspostavljen.
Tijekom Sovjetskog Saveza, Rusija je imala veću stopu plodnosti nego u godinama nakon pada Sovjetskog Saveza, što je potaknulo neke ruske vođe da predlože vraćanje poreza na nerađanje. Prema Ministarstvu zdravstva, ukupna stopa plodnosti pala je s 2,19 djece po ženi na 1,17 djece po ženi nakon Sovjetskog Saveza. Prema riječima ruskog ravnatelja Centra za demografiju Anatolija Višnevskoga, ova stopa nataliteta je među najnižima u svijetu, a ruski su čelnici opisali demografska pitanja u Rusiji kao simptomatičnu "krizu".
Vladimir Putin donio je prijedlog za pružanje novčanih poticaja za žene koje su spremne imati drugo dijete.

## Poljska
Godine 1946., komunistička Poljska uvela je sličan porast osnovice poreza na dohodak, zapravo porez na nerađanje, popularno nazvan "bykowe" na poljskom ("bikov porez", a "bik" kao metonimija za neoženjenoga muškarca). Prvo su ga plaćali bračni parovi bez djece i neoženjene osobe starije od 21 godine (od 1. siječnja 1946. do 29. studenog 1956.), zatim samo preko 25 godina (30. studenog 1956. do 1. siječnja 1973.).

## Rumunjska
Porezi na nerađanje bili su dio pronatalitne politike koju je Nicolae Ceauşescu uveo u komunističkoj Rumunjskoj u razdoblju od 1967. do 1990. godine. Zajedno sa zabranom pobačaja i kontracepcije (1967.) i obveznim ginekološkim izmjenama, ti su porezi uvedeni u različitim oblicima 1977. i 1986. godine. Nevjenačne osobe morale su platiti porez na nerađanje, a stopa poreza povećala se za njih 8-10%.